# Michoacán-Nahuatl
Het Michoacán-Nahuatl is een variant van het Nahuatl dat gesproken wordt door de Nahua, oorspronkelijke bewoners van het huidige Mexico. De taal behoort tot de Uto-Azteekse taalfamilie. Bij ISO/DIS 639-3 is de code ncl. Er zijn enige duizenden sprekers. 